# 贝尔尼·罗德里格斯
贝尔尼·罗德里格斯（西班牙語：Berni Rodríguez，1980年6月7日—），西班牙男子篮球运动员。他曾代表西班牙国家队参加2008年夏季奥林匹克运动会篮球比赛，获得一枚银牌。